# Ambroży z Mediolanu
Ambroży z Mediolanu (łac. Ambrosius Aurelius; cs. святитель Амвросий Медиоланский; ur. ok. 340 w Trewirze, zm. 4 kwietnia 397 w Mediolanie) – arcybiskup Mediolanu, święty Kościoła katolickiego i prawosławnego, wyznawca, ojciec i doktor Kościoła.

## Życiorys
Ambroży urodził się około 340 roku w Trewirze, w rzymskiej rodzinie arystokratycznej. Jego ród miał pochodzenie greckie, lecz od dawna mieszkał na terenie Cesarstwa, a ojciec przyszłego biskupa był pracownikiem administracji w Trewirze, który był wówczas siedzibą cesarza. Ambroży miał dwoje starszego rodzeństwa: Marcelinę i Satyra. Po śmierci ojca, krótko po urodzeniu Ambrożego, rodzina przeniosła się do Rzymu, gdzie otrzymał wykształcenie. Przez całe życie pozostawał w bliskich relacjach ze swoim rodzeństwem, zwłaszcza z Marceliną. Dopiero po wyborze na biskupa przyjął chrzest. Formację religijną odebrał w domu, natomiast wykształcenie z dziedzin retoryki, filozofii i prawa otrzymał w państwowych szkołach, które wówczas w większości były pogańskie. Zainteresował się wówczas Wergiliuszem, Seneką i Platonem. Pracował jako urzędnik cesarski w prefekturze Syrmii, a następnie został zarządcą Ligurii-Emilii (370-373).
W momencie wyboru nowego biskupa Mediolanu Ambroży przybył do miasta. Ponieważ panowała w nim napięta atmosfera ze względu na konflikt z arianami, skłoniono się do jego kandydatury, jako kompromisowej. Sakrament święceń przyjął 24 listopada 373 roku, a sakrę biskupią – 7 grudnia. Po wyborze został doradcą cesarza. Był obrońcą Walentyniana, pomimo że jego matka Justyna była arianką. Podjął też nauki teologiczne, pod kierunkiem Symplicjana. Jako duchowny skupił się na badaniu Pisma Świętego i nauczał o nim wiernych. Podejmując decyzje kierował się Biblią i do tego samego zachęcał cesarza Gracjana. Skupiał się na właściwej formacji mediolańskich duchownych, a także poświęcał dużo czasu ubogim i chorym. Wziął udział w synodzie w Akwilei, a także prowadził liczną korespondencję z innymi duchownymi. Był mentorem Augustyna z Hippony i Paulina z Noli, których nakłonił do konwersji na chrześcijaństwo. Uregulował stosunki Państwo–Kościół i doprowadził do uznania chrześcijaństwa jako religii państwowej. Wprowadził specjalny ryt, który jest stosowany współcześnie w archidiecezji mediolańskiej. Po dokonanej wiosną 390 roku przez Teodozjusza Wielkiego masakrze mieszkańców Tessalonik Ambroży odmówił władcy prawa uczestnictwa we mszy; cesarz uzyskał przebaczenie dopiero w dniu Bożego Narodzenia, po uprzednim upokorzeniu się i odbyciu pokuty.
Był zaciekłym wrogiem wierzeń pogańskich. Doprowadził do wstrzymania dotacji państwowych na cele kultu pogańskiego. Przyczynił się do wydania przez Teodozjusza Wielkiego zakazu kultu pogańskiego w 392 roku. Zwalczał judaizm, a grożąc Teodozjuszowi ekskomuniką uzyskał amnestię dla chrześcijan, którzy z podburzenia swojego biskupa spalili w 388 roku synagogę w mieście Kallinikum nad Eufratem.
Ambroży zmarł 4 kwietnia 397 w Mediolanie i tam został pochowany.

## Kult
Jego relikwie spoczywają w bazylice św. Ambrożego w Mediolanie.
Zostały one sprowadzone także do Polski:
- w lipcu 2014 do kościoła parafialnego pw. Matki Boskiej Częstochowskiej w Żabiej Woli (koło Lublina)
- w kwietniu 2016 do kościoła parafialnego pw. Niepokalanego Poczęcia NMP w Kobiernicach (koło Bielska-Białej)
- w sierpniu 2016 do kościoła parafialnego pw. św Augustyna w Czapurach k. Poznania

Patronat
Święty Ambroży uchodzi za patrona pszczelarzy, co wiąże się z legendą o pszczołach składających miód na jego ustach.
Dzień obchodów
Wspomnienie liturgiczne obchodzone jest w Kościele katolickim 7 grudnia.
Cerkiew prawosławna wspomina świętego 7/20 grudnia, tj. 20 grudnia według kalendarza gregoriańskiego.

## Ikonografia
W ikonografii przedstawiany jest w stroju biskupim. Jego atrybuty to dyscyplina o trzech rzemieniach, dziecko w kołysce, gołąb, kości, krzyż, księga, model świątyni, napis: Dobra mowa jest jak plaster miodu, pszczoły, ptasie pióro, ul pszczeli. 
Dyscyplina o trzech rzemieniach symbolizuje pokutę jaka święty nałożył na Teodozjusza, który przez trzy miesiące nie mógł uczestniczyć we mszy Świętej. Dziecko w kołysce, ul, pszczoły nawiązują do legendy, zgodnie z którą Ambrożemu, gdy był niemowlęciem, pszczoły złożyły miód w ustach. Dziecko może też nawiązywać do dziecka, które zgodnie z podaniem, podczas sporu nad kandydatami do objęcia biskupstwa krzyknęło w tłumie Ambroży biskupem, a tłum ten okrzyk pochwycił. Symbolika związana z pszczołami, według innych przekazów hagiograficznych, może nawiązywać do zdolności kaznodziejskich Ambrożego, do których nawiązują również słowa Dobra mowa jest jak plaster miodu. Krzyż nawiązuje do głębiej wiary świętego i symbolizuje zmagania z przeciwnościami życiowymi. Gołąb i ptasie pióro są oznakami bożej inspiracji, księga to symbol mądrości. Kości mogą nawiązywać do złożenia w IX wieku zwłok Ambrożego do grobu męczenników Gerwazego i Protazego w katedrze mediolańskiej. Model świątyni nawiązuje starań świętego o budowanie kościołów i kaplic oraz założenia w pobliżu Mediolanu szkoły kształcącej duchownych przypominającej współczesne seminaria. 

## Dzieła

Divi Ambrosii Episcopi Mediolanensis Omnia Opera, 1527

Święty Ambroży napisał wiele traktatów teologicznych i przyczynił się do reformy liturgii. To z jego rąk św. Augustyn przyjął chrzest.
Wybrane przekłady polskie (do 2004 roku):
- Listy. O. Polikarp Nowak OFM (Przekład i przypisy), Ks. Józef Naumowicz (Wstęp i opracowanie), Wydawnictwo "M" BOK 10, Kraków 1997, s. 305.
- Hexaemeron. Władysław Wojciech Szołdrski CSsR (przekład), Andrzej Mateusz Bogucki OP (wstęp), ks. Wincenty Myszor (Opracowanie). ATK PSP 4, Warszawa 1969, s. 247.
- Wybór pism. O pokucie. O ucieczce od świata. O dobrach przynoszonych przez śmierć. Władysław Wojciech Szołdrski (przekład), Cyryl Andrzej Guryn OFMConv, Emil Stanula CSsR (wstęp i oprac.)ATK PSP 7, Warszawa 1971, s. 194.
- Wyjaśnienie symbolu. O tajemnicach. O sakramentach. ks. Ludwik Gładyszewski (Przekład, wstęp i opracowanie), WAM Źródła Myśli Teologicznej 31, Kraków 2004, s. 111.
- Wykład Ewangelii według św. Łukasza. Władysław Wojciech Szołdrski (przekład), Andrzej Mateusz Bogucki OP (oprac. i wstęp), ATK PSP 16, Warszawa 1977, s. 504.
- Obowiązki duchownych. Kazimierz Abgarowicz (tł.), Jan Sajdak, Jan Wikarjak (przejrzeli tł.). Warszawa: Instytut Wydawniczy PAX, 1967.